# 한국팩키지
주식회사 한국팩키지는 대한민국의 카톤팩 기업으로, 한국 최초이자 최대 규모의 종이팩 제조사이다.

## 역사
한국제지의 카톤팩 사업부로 출범해 1979년 11월 한국 최초 카톤팩을 생산하였고 1993년 11월 한국제지(주)로부터 분사하였으며 2021년 12월 골판지 및 골판지 상자 제조업체인 원창포장공업을 흡수 합병하였다.

## 같이 보기
- 해성산업